# Глевиці
Глевиці (пол. Glewice, нім. Glewitz) — село в Польщі, у гміні Голенюв Голеньовського повіту Західнопоморського воєводства.
Населення — 120 осіб (2011).
У 1975-1998 роках село належало до Щецинського воєводства.

## Демографія
Демографічна структура станом на 31 березня 2011 року:
|          | Загалом | Допрацездатний вік | Працездатний вік | Постпрацездатний вік |
| -------- | ------- | ------------------ | ---------------- | -------------------- |
| Чоловіки | 73      | 16                 | 52               | 5                    |
| Жінки    | 47      | 6                  | 26               | 15                   |
| Разом    | 120     | 22                 | 78               | 20                   |